# Cyrtandra longicarpa
Cyrtandra longicarpa är en tvåhjärtbladig växtart som beskrevs av Elmer Drew Merrill. Cyrtandra longicarpa ingår i släktet Cyrtandra och familjen Gesneriaceae. Inga underarter finns listade i Catalogue of Life.